# Бернгард Унгер
Бернгард Унгер (нім. Bernhard Unger, нар. 23 квітня 1999) — австрійський футболіст, воротар «Рапіда» (Відень).

## Клубна кар'єра
Розпочинав займатись футболом у клубах «Золленау» та «Вінер-Нойштадт», з якого 2012 року перейшов у молодіжну команду «Маттерсбурга», де згодом пройшов усі вікові групи академії і 2016 року дебютував за резервну команду. 4 липня 2020 року дебютував за першу команду у матчі Бундесліги з віденською «Аустрією» (0:1), але цей матч так і залишився єдиним за рідний клуб, оскільки наступного місяця команда припинила існування через фінансові проблеми.
19 серпня 2020 року Унгер підписав контракт з «Рапідом» (Відень), де став виступати за резервну команду.